# أندريس نيوباور
أندريس نيوباور (17 أبريل 1908 – 9 فبراير 1992) هو مبارز بالسيف تشيلي راحل، مثّل بلاده في الألعاب الأولمبية الصيفية 1948.

## روابط خارجية
أندريس نيوباور على موقع أوليمبيديا (الإنجليزية)